# (30939) Samaritaine
(30939) Samaritaine est un astéroïde de la ceinture principale d'astéroïdes.

## Description
(30939) Samaritaine est un astéroïde de la ceinture principale d'astéroïdes. Il fut découvert par Eric Walter Elst et Christian Pollas le 16 janvier 1994 à Caussols. Il présente une orbite caractérisée par un demi-grand axe de 2,68 UA, une excentricité de 0,147 et une inclinaison de 13,55° par rapport à l'écliptique.
Il fut nommé d'après la Samaritaine, grand magasin marchand parisien.

## Compléments